# Robin Gieseck
Robin Gieseck (* 4. Mai 1977 in Hagen) ist ein ehemaliger deutscher Basketballspieler. Der 2,09 Meter lange Innenspieler stand während seiner Laufbahn bei Brandt Hagen in der Basketball-Bundesliga sowie bei mehreren Zweitligavereinen unter Vertrag. Sein älterer Bruder Björn spielte für die Bundesligisten Leverkusen und Würzburg.

## Laufbahn
Gieseck stand von 1995 bis 1997 im Bundesliga-Aufgebot von Brandt Hagen, von 1997 bis 1999 stand er für den Zweitligisten Paderborn auf dem Feld, gefolgt von einer Saison in Bremerhaven (1999/00, ebenfalls zweite Liga).
Er kehrte in seine Geburtsstadt zurück und spielte von 2000 bis 2004 für die BG Hagen in der 2. Basketball-Bundesliga beziehungsweise von 2004 bis 2006 für die aus der BG hervorgegangene Mannschaft Phoenix Hagen. Gieseck zog sich 2006 zur BG Hagen in die Regionalliga zurück und spielte dort bis 2008. Später spielte er für die Baskets Lüdenscheid in der zweiten Regionalliga. Ab dem Spieljahr 2009/10 stand er in Diensten der BIS Baskets Speyer, zunächst in der 2. Bundesliga ProB, danach in der Regionalliga. In der Saison 2012/13 verstärkte er die zweite Mannschaft des USC Heidelberg als Spielertrainer in der Regionalliga. 2017 wurde er mit dem TSV 1860 Rosenheim Deutscher Meister in der Altersklasse Ü40, ein Jahr später kam der Gewinn der Meisterschaft in der Ü35 hinzu. Mit den Altherrenmannschaften des SV Haspe 70 wurde er deutscher Meister in den Altersklassen Ü40 (2022 und 2023) und Ü45 (2023, 2024).
Als Co-Trainer wurde Gieseck ab der Saison 2017/18 in der U16-Jungenmannschaft des FC Bayern München tätig. Ab 2021 betreute er als Trainer die Damen des TVE Dortmund-Barop. 2024 wurde er Jugendleistungssport-Koordinator der Basketball-Akademie (BBA) Hagen und 2025 bei der BBA Verantwortlicher der Jugendmannschaften der Altersklassen U14 bis U19.

### Nationalmannschaft
1993 nahm er mit der deutschen Kadettennationalmannschaft an der Europameisterschaft teil.
2001 erreichte Gieseck mit der deutschen Studentennationalmannschaft das Halbfinale der Sommer-Universiade im chinesischen Peking.